# Synpalamides
Synpalamides é um gênero de traça pertencente à família Castniidae.